# Sierra La Laguna
Sierra La Laguna är en bergskedja i Mexiko.   Den ligger i delstaten Baja California Sur, i den västra delen av landet, 1 200 km väster om huvudstaden Mexico City.